# タラス・シェフチェンコ
タラス・グリゴリエヴィチ・シェフチェンコ、タラス・フルィホーロヴィチ・シェウチェンコ（ウクライナ語: Тара́с Григо́рович Шевче́нко ロシア語: Тарас Григорьевич Шевченко 英語: Taras Hryhorovych Shevchenko、1814年3月9日 - 1861年3月10日）は、ウクライナの詩人、画家である。近代ウクライナ語によるウクライナ文学の始祖と評価されている。
農奴制に反対し、秘密結社「聖キリルと聖メソジウス団（Кирило-Мефодіївське братство）」に関わって（ただし正式なメンバーではなかったと見られている）、ウクライナの農奴の解放に力を尽くした。1847年4月5日に同結社に手入れが入った際に、シェフチェンコが書いた皇帝ニコライ1世とその妻アレクサンドラを批判する詩が見つかり逮捕された。サンクトペテルブルクの刑務所に入れられた後、10年間の流刑生活を送った。皇帝の命により、流刑の間はペンと筆を持つことを禁止された。

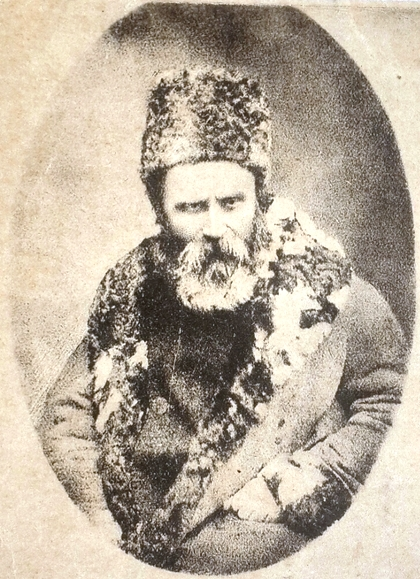
タラス・シェフチェンコの写真1859年

画家としての才能も優れていて有名である。ウクライナ国内では人気が高く、首都キエフには彼の名を冠したタラス・シェフチェンコ記念キエフ国立大学がある他、ウクライナ国家文学芸術賞「シェフチェンコ・ウクライナ国家賞」、ウクライナ人民共和国・ディレクトーリヤ時代の軽巡洋艦「巡洋艦タラス・シェフチェンコ」、「タラス・シェフチェンコ記念キエフ国立大学」、「タラス・シェフチェンコ国立博物館」、国外でもニューヨークの「タラス・シェフチェンコ広場」等、シェフチェンコにちなんだものも多い。
- スームィ州ロムヌィにあるタラス・シェフチェンコ像 (ロムヌィ) （ウクライナ語版） （タラス・シェフチェンコ像一覧も参照）
- タラス・シェフチェンコの肖像の貨幣（ウクライナ語版）100フリヴニャ 
 1845

## 概要

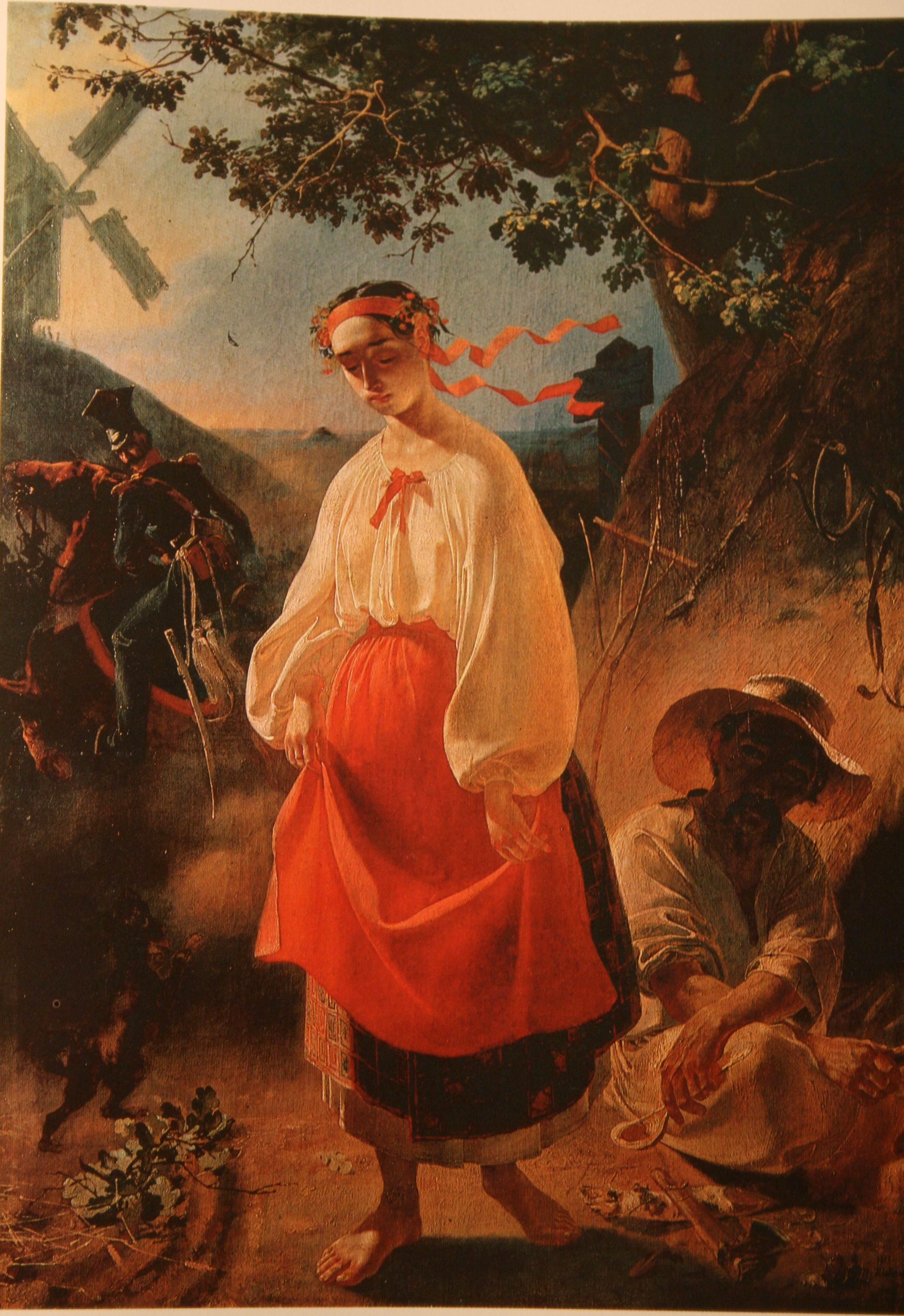
「カテルィーナ」（油絵、1842年）。『コブザール』詩集に入る「カテルィーナ（詩）」物語詩をモチーフにした作品。ウクライナの娘カテルィーナはロシア人の将校に遊ばれ捨てられた。19世紀のウクライナ・ロシア関係の象徴。

タラス・シェフチェンコは1814年3月9日、ロシア帝国領ウクライナ、キエフ県モールィンツィ村の農奴の家庭にて、父フリホーリィ・シェフチェンコ（英: Hryhoriy Ivanovych Shevchenko）と母カテリーナ（英: Kateryna Shevchenko）のあいだに生まれた。
一家は翌年、近隣のキリーリフカ村（現在のシェフチェンコ村、Шевченкове）へと移る。彼らが生活したのはドイツ系ロシア貴族のヴァシーリィ・エンゲリガルト（Енгельгардт Василь Васильович）の所領であった。
幼い頃より村の教会学校で読み書きを習いながら、絵画を独学していたが、1823年（9歳）に母、25年（11歳）に父を失ってしまう。孤児となったシェフチェンコは、教会の住み込みとして輔祭のもとで働きながら教会スラヴ語の読本や祈祷書などに親しんだ。その後1828年、14歳の時にヴィリシャーナ村にて（先代ヴァーシリィの跡を継いでいた）パヴェル・エンゲリガルドトの家庭で小使を務めはじめた。

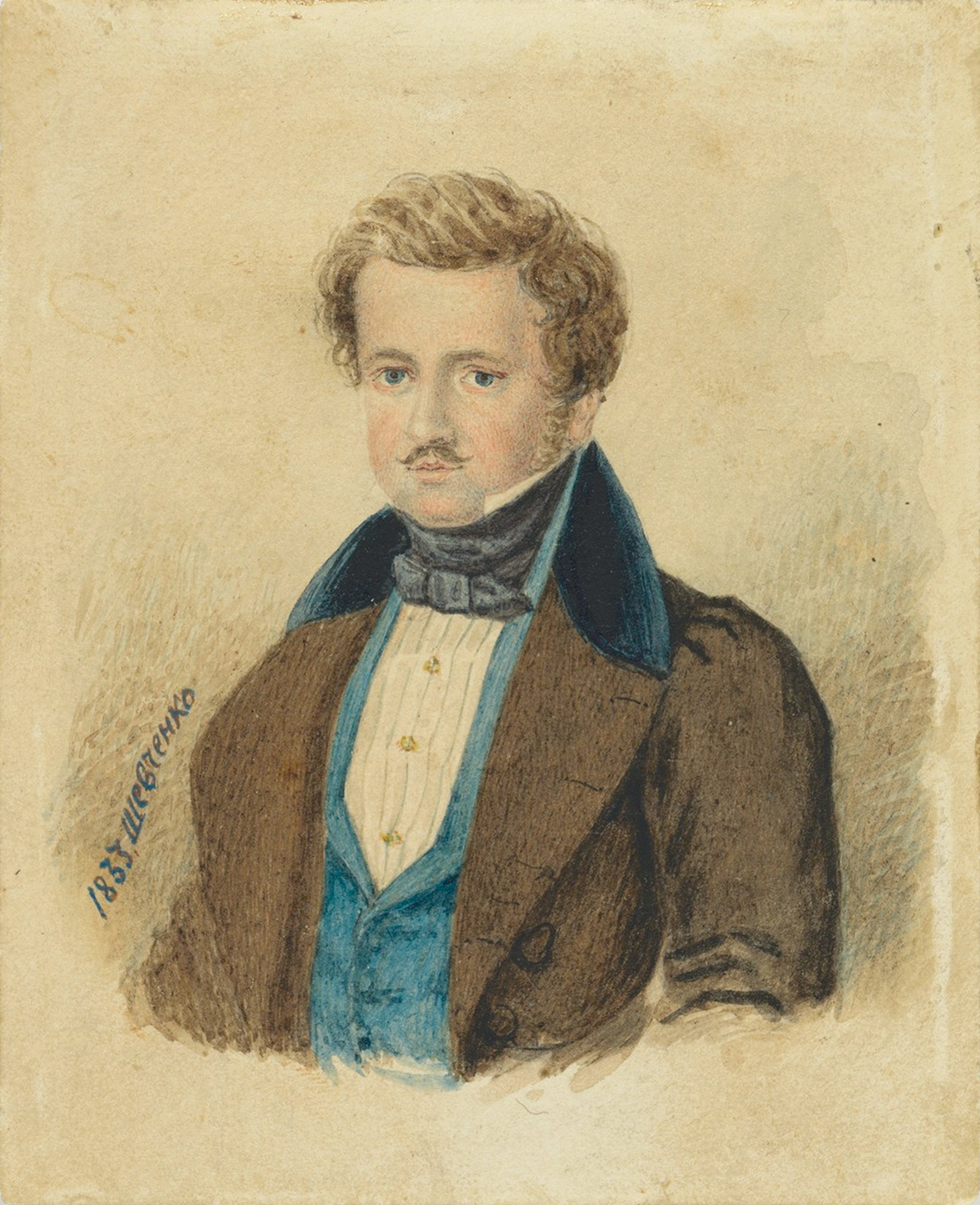
シェフチェンコ画「パヴェル・エンゲリガルドト像」1833年

1829年にはエンゲリガルトに随伴して、ロシア帝国領リトアニアのヴィリニュスへ移り、1831年以降は帝国の首都ペテルブルクに住むようになった。地主はシェフチェンコを家庭画家にする予定があったので、シェフチェンコはロシア画家V.シリャイエフの弟子となり、美術を習うこととなった。この頃から、シェフチェンコは密かに詩を書くようになる。
シェフチェンコの作品はロシアの画家たちカール・ブリューロフ、イヴァン・ソシェンコ、アレクセイ・ヴェネツィアノフと、詩人たちヴァシリー・ジュコフスキーとイェヴゲン・フレビーンカなどによって高く評価され、1838年にシェフチェンコ自身は彼らの努力によって農奴制から解放された。同年、上述した文化人たちの推薦によってシェフチェンコはロシア帝国美術大学に入学し、ブリューロフの弟子となった。
1840年にシェフチェンコは、美術大学に在籍しながら、有名な詩集『コブザール 』を著した。詩集はウクライナ語で書かれていたので、ヴィッサリオン・ベリンスキーをはじめとするロシアの知識人はシェフチェンコを「いなかっぺの言葉」を用いる「いなかっぺの詩人」として鋭く批判した。一方、ウクライナの文化人たちは、『コブザール』を絶賛した。都の批判に対しシェフチェンコは、ウクライナ・コサック時代を英雄化する『ハイダマークィ』（1841年）と『ハマリア』（1844年）という二つの物語詩を出版した。

1843年にシェフチェンコはウクライナに戻り、史学者ムィハーロ・マクスィモーヴィチと作家パンテレイモーン・クリーシュと知り合い、『絵のように美しいウクライナ』という絵画シリーズを作り始めた。大学に戻ったシェフチェンコは、1844年に反農奴制と反帝国主義を説く『夢』という政治的物語詩を著した。同じく農奴である役者、ミハイル・シェープキンとも交流があった。

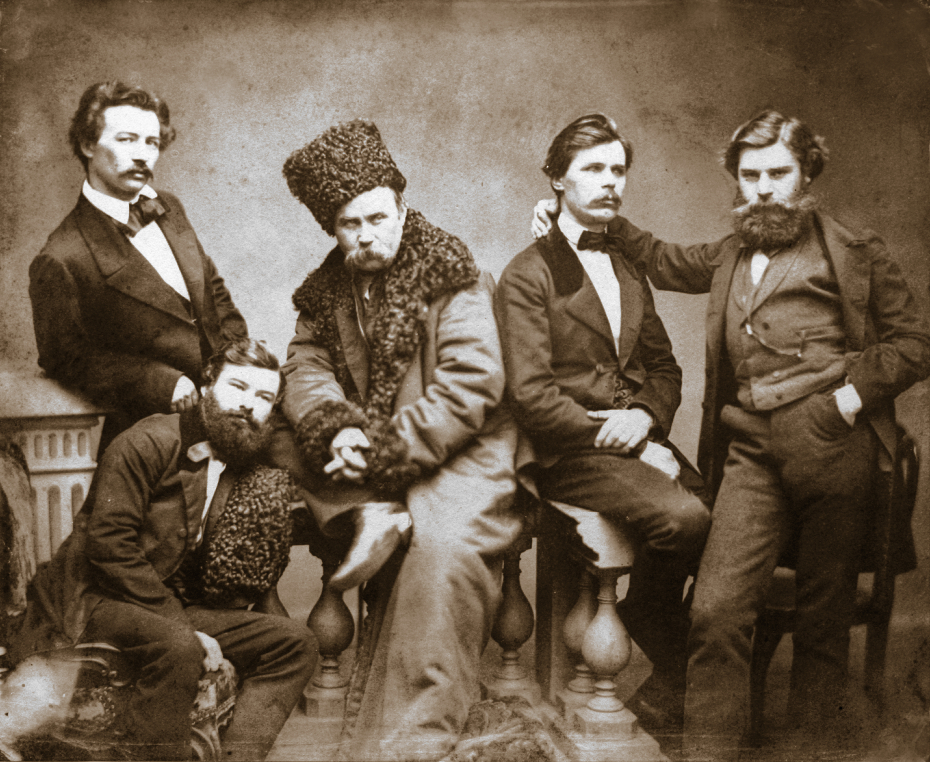
友人達と。左からO.M・ラザレフスキー（?）、
M.M・ラザレフスキー、シェフチェンコ、H.M・チェスタヒフスキー、不明

## 絵画作品
- 夢, 1840, ポルタヴァ（英語版） イラスト
- ジプシー占い師（ウクライナ語版）、1841年。帝国芸術アカデミー（英語版）で1841年の銀メダルを受賞。
- ペレヤスラウ＝フメリニツキーに建てられたアセンション大聖堂 in 1700 by Hetman Ivan Mazepa（英語版）, 1845
- ペレヤスラウ＝フメリニツキーの神の母の執り成しの教会, 1845
- Subotove（英語版）の道路からのチヒルィーン,
 1845
- Subotove（英語版）のボフダン・フメリニツキー教会

- タラス・シェフチェンコの絵画と素描のリスト（ウクライナ語版）
- タラス・シェフチェンコの肖像作品（ウクライナ語版）
- タラス・シェフチェンコの海事研究（ウクライナ語版）

## 主な著作
- 詩集　『コブザール 』　
  - 私は13歳を過ぎました（ウクライナ語版）
- 叙事詩　『ハイダマキ』

### 文学リスト
- タラス・シェフチェンコの文学作品一覧（ウクライナ語版）
- タラス・シェフチェンコの散文リスト（ウクライナ語版）
- タラス・シェフチェンコの手紙（ウクライナ語版）
- タラス・シェフチェンコの日記（ウクライナ語版）

## 関連文献
- 藤井悦子「「コブザール」出版直後のシェフチェンコ」『一橋研究』第13巻第3号、一橋研究編集委員会、1988年10月、39-59頁、ISSN 0286861X、2024年3月3日閲覧。